# Hyde Park Corner (Royal Berks) Cemetery
Hyde Park Corner (Royal Berks) Cemetery is een Britse militaire begraafplaats met gesneuvelden uit de Eerste Wereldoorlog, gelegen in het Belgische dorp Ploegsteert. De begraafplaats ligt ongeveer 1,2 km ten noorden van het dorpscentrum langs de weg naar Mesen, vlak bij het Ploegsteertbos. Ze werd ontworpen door Harold Bradshaw, die ook het tegenoverliggende Ploegsteert Memorial en de Berks Cemetery Extension ontwierp. Daar staat ook het Cross of Sacrifice en de Stone of Remembrance. Het terrein is ongeveer 852 m² groot en wordt onderhouden door de Commonwealth War Graves Commission.
Er liggen 87 doden begraven.

## Geschiedenis
Even ten noorden van deze begraafplaats bevond zich een kruispunt dat de Britten Hyde Park Corner noemden. In april 1915 begon het 1st/4th Royal Berkshire Regiment met de aanleg van deze begraafplaats dat vernoemd werd naar dit kruispunt. Het bleef met tussenpozen in gebruik tot november 1917. In 1916 begon men reeds met een uitbreiding (Berks Cemetery Extension) aan de overkant van de weg.
Er liggen 81 Britten, 1 Canadees, 1 Australiër en 4 Duitsers begraven.

### Minderjarig militairen
- Albert Edward French, soldaat bij het 18th Battalion Kings Royal Rifle Corps was 16 jaar toen hij sneuvelde op 15 juni 1916 en is daarmee het jongste slachtoffer op deze begraafplaats.
- Frederick W. Giles, soldaat bij het Royal Berkshire Regiment was 17 jaar toen hij op 28 april 1915 sneuvelde.

### Gefusilleerde militair
- Samuel McBride, soldaat bij het 2nd Bn. Royal Irish Rifles werd wegens desertie gefusilleerd op 7 december 1916.[1]